# Dunkler Lackporling
Der Dunkle Tannen-Lackporling oder kurz Dunkle Lackporling (Ganoderma carnosum) ist eine Pilzart aus der Familie der Lackporlingsverwandten (Ganodermataceae).

## Merkmale
Der Dunkle Lackporling ist ein derber Pilz mit einem etwa 5–20 cm hohen Hut, der an einem (meist) seitlichen Stiel sitzt. Der Hut des Fruchtkörpers wird etwa 1–3 cm dick. Der Fruchtkörper ist mit einer rot- bis dunkelbraunen Harzschicht bedeckt. Diese Harzschicht schmilzt in einer Streichholz- oder Feuerzeugflamme. Der Rand des Pilzes ist weiß bis gelblich-orange, die Unterseite besteht aus einer weißlichen Porenschicht, pro mm findet man etwa 3–4 Poren. Der deutliche Stiel (manchmal nur als stielförmige Basis ausgebildet) ist dunkel rot- bis schwarz-braun, jedoch im Gegensatz zum sehr nahe verwandten Glänzenden Lackporling nicht purpur schimmernd. Die Fruchtkörper sind einjährig.

## Artabgrenzung
Der Dunkle Lackporling gehört zum schwierig voneinander abzutrennenden Komplex um den Glänzenden Lackporling und ist möglicherweise lediglich eine Varietät oder Standortform dieser Art. Nur eindeutig auf Weißtanne wachsende Exemplare sind sicher dieser Form zuzuordnen. Laut Breitenbach und Kränzlin sind die Sporengrößen beider Arten etwas verschieden.

## Ökologie und Phänologie
Der Dunkle Lackporling ist ein Saprobiont oder Schwächeparasit an Nadelholz, insbesondere Weißtanne, seltener an Fichte oder anderen Nadelhölzern, laut Literatur kann er auch an Laubhölzern vorkommen, allerdings ist es sehr schwierig solche Funde eindeutig von Ganoderma lucidum abzugrenzen. Der Dunkle Lackporling kommt in Buchen-Tannen-, Tannen-Fichten- und Tannenwäldern hauptsächlich auf basenreichen Böden vor. Außerhalb von Wäldern kann die Art in Gärten, Parks und auf Friedhöfen gefunden werden, wenn geeignete Wirtsbäume zur Verfügung stehen.
Die Fruchtkörper erscheinen von Juli bis September, manchmal auch etwas früher (ab Mai).

## Verbreitung
Der Dunkle Lackporling ist in Europa und Asien (Ural, Kasachstan, Kaukasus) verbreitet, in Europa hauptsächlich karpato- und herzyno-alpisch verbreitet, in Deutschland ist er nur aus Bayern, Nordrhein-Westfalen und Baden-Württemberg bekannt.

## Bedeutung
Als Speisepilz kommt der Dunkle Lackporling nicht in Frage, als Holzschädling ist er unbedeutend.